# Marcel Kanche
Cet article possède un paronyme, voir Canche.
Marcel Kanche, né en 1954 à Loches (Indre-et-Loire), est un auteur, compositeur et interprète français.

## Biographie
Né d'un père brestois et d'une mère tourangelle, Kanche grandit en Touraine. Il s'intéresse à la peinture, étudie aux Beaux-Arts du Mans et entame des études de musicologie, puis se lance dans la chanson au milieu des années 1970 au sein du groupe expérimental Un Département, entre post-rock et avant-garde jazz, et au sein de divers groupes punk qui lui permettent de jouer notamment en compagnie des Rita Mitsouko, de Pere Ubu, Alan Vega ou The Cure.
En 1995, il supervise la création de l'album Le Couvent du groupe Les Nonnes Troppo à La Maison Noire (Côtes d'Armor).
Parallèlement à sa carrière solo, il écrit notamment pour Matthieu Chedid (Qui de nous deux ? sur l'album éponyme en 2006 et La vie tue sur l'album Îl en 2012) pour Vanessa Paradis (Divine Idylle en 2007 et Être celle sur Love Songs en 2013) et pour Axel Bauer sur son album Peau de serpent (2013). Il vit dans un ancien presbytère protestant du pays mellois.
Il est aussi le père de Miel de Montagne, artiste de musique pop-électronique,.

## Discographie
- 1990 : Je souris et je fume (Barclay)
- 1992 : Henriette (Barclay)
- 1995 : Nous dormirons bien mais mal (Média 7)
- 2001 : Lit de Chaux (Universal Jazz)
- 2004 : Dix Automnes sous les paupières (Universal Jazz)
- 2004 : Le dogme des VI jours (No Format)
- 2006 : Vertige des lenteurs (Label Bleu)
- 2008 : Dog Songe (Irfan)
- 2011 : Vigiles de l'aube (Cristal Records)
- 2012 : Et vint un mec d'outre-saison avec le I.Overdrive trio (Cristal Records)
- 2015 : Épaisseur du vide (Pbox & Caramba)
- 2017 : MOR (Des hautes négligences / L'autre distribution)
- 2018 : Juillet 94 (10h10 / L'autre distribution)
- 2023 : Un nid (Des hautes négligences / L'autre distribution)

### Collaborations
• 1995:  Le Couvent du groupe Les Nonnes Troppo à La Maison Noire (côtés d'Armor) (Bondage records)
- 2008 : La Grande Ouverture (Atmosphériques) du Sacre du Tympan (interprétation de sa chanson Une épitaphe enregistrée initialement sur l'album Lit de chaux)
- 2020 : Fred Pallem & Le Sacre du Tympan racontent les Fables de La Fontaine du Sacre du Tympan (narrateur de La Mort et le malheureux)